# 통영적십자병원
통영적십자병원(統營赤十字病院, Tongyeong Red Cross Hospital)은 벽지민의 보건향상과 적십자의 인도주의 구현을 위하여 설립된 대한민국 보건복지부 산하 대한적십자사가 운영하는 적십자병원이다. 경상남도 통영시 중앙로 97에 위치하고 있다.

## 연혁
- 1955년 4월 통영적십자병원 발족 (체신부 → 대한적십자사에 이관)
- 1998년 9월 응급의료기관 지정
- 2011년 11월 1일 응급의료기관 지정 취소[4]

## 진료 과목
내과, 신경과, 신경외과, 정형외과, 마취통증의학과, 영상의학과, 가정의학과

## 사건·사고 및 논란

### 직원 임금체불
2012년 10월 14일 새누리당 김휘국 의원이 국정감사를 통해 2012년 8월 기준으로 통영적십자병원이 1,024명의 직원에게 보조금, 상여금 등 6억6천여만원을 체불하는 등 임금체불이 심각하다고 지적했다. 김 의원은 "병원이 직원들에게 임금을 주지 못하는 일은 있어서는 안 되는 일"이라며 "이 같은 일이 매년 반복되고 있는 현실에 대해서 도저히 납득하기 어려우며 매년 반복되고 있는 임금체불 문제를 빠른 시일 내 해결하라"고 말했다. 이어 "적십자병원 특성상 지방의료원과 달리 정부나 지방자치단체의 지원이 미흡한 것이 사실이지만 지원 부족을 탓하기에 앞서 자구노력이 선행돼야 한다"고 강조했다.
한편, 적십자병원은 전국 총 6곳이 운영되고 있는데 2011년 34억6천500만원, 2012년 7월31일 기준 24억6천400만원 등 매년 적자에 허덕이고 있으며 거창적십자병원, 상주적십자병원만 수익을 내고 있는 것으로 나타났다.